# 渡辺彰
渡辺 彰（わたなべ あきら、1943年4月1日 - ）は日本人のフランス料理人。新潟県新井市（現・妙高市）出身、長岡市在住。新調理システム推進協会会長（創設者）。

## 略歴
- 1962年（昭和37年）- 新潟県立小千谷高等学校卒業。西武鉄道（株）横浜プリンスホテル入社。
- 1970年（昭和45年）- 海外勤務（スイスのホテルプラザ、フランスのレストランルドワイヨン、ホテルル・ソールノルマン）
- 1973年（昭和48年）- 東京プリンスホテル。
- 1975年（昭和50年）- 日光プリンスホテル料理長。
- 1993年（平成5年）- 箱根プリンスホテル料理長。
- 2000年（平成12年）- 松屋フーズ商品本部顧問。